# Leucopis glyphinivora
Leucopis glyphinivora is een vliegensoort uit de familie van de Chamaemyiidae. De wetenschappelijke naam van de soort is voor het eerst geldig gepubliceerd in 1958 door Tanasijtshuk.